# Quadricoma greeffii
Quadricoma greeffii is een rondwormensoort uit de familie van de Desmoscolecidae. De wetenschappelijke naam van de soort is voor het eerst geldig gepubliceerd in 1881 door Reinhard.